# Шарьяж
Шарьяж (шарриаж; от фр. Charriage, или Покров тектонический) — горизонтальный или пологий надвиг с перемещением масс в виде тектонического покрова, возможен с волнистой поверхностью надвига.

## Термин
Термин Шарриаж («nappes de charriage») был введен М. Бертраном.
Синонимы: покров тектонический, перекрытие тектоническое, наволок, надвиг альпинотипный.

## Описание

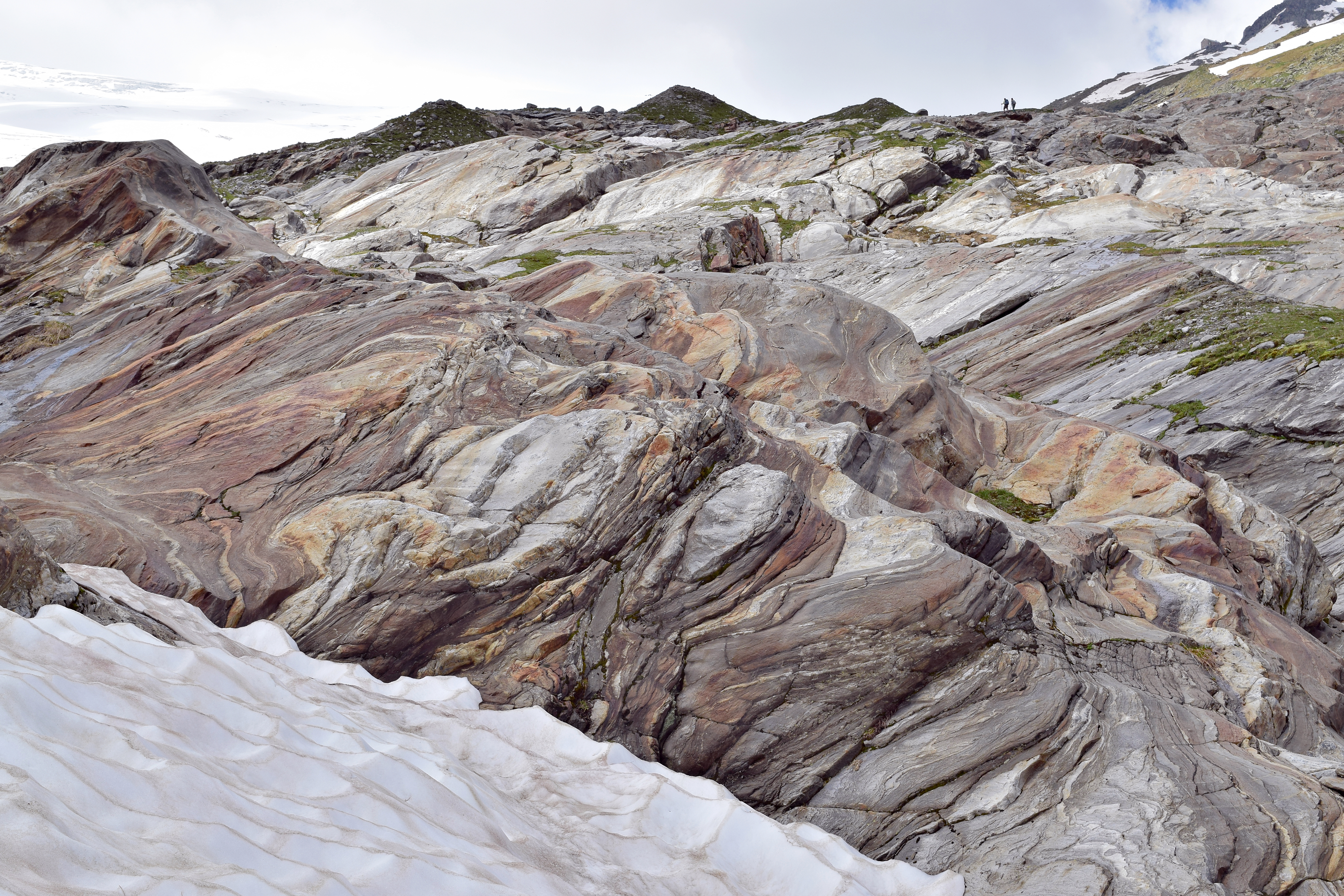

Надвиговый элемент или форма деформации слоев горных пород, пологий надвиг одной массы горных пород на другие (чаще более древних на более молодые, система взбросов) с перекрытием первыми вторых на большой площади с амплитудой перемещения в десятки — первые сотни км. Перемещенная масса называется аллохтоном, а неперемещенная — автохтоном. Выходы автохтона среди аллохтона именуются тектоническими окнами, а остатки аллохтона среди автохтона — клиппами, или тектоническими остатками.
Шарьяжи обширной протяженности формируются при столкновении крупных тектонических элементов высоких порядков, от региональных взбросо-надвиговых систем (Предуралье) до глобальных сдвигов, столкновений тектонических плит (Загрос, Кордильеры). За зонами шарьяжей формируются области геосинклинальных складчатостей.

## Примеры
Доказано, что шарьяжи играют первостепенную роль в строении большинства складчатых сооружений мира (в Карпатах, на Кавказе, Урале, в Тянь-Шане и тому подобное). Тектонические покровы охватывают различные по глубине толщи литосферы. Некоторые из них составлены исключительно породами осадочного чехла, сорванными с кристаллического фундамента. Такие шарьяжи — покровы чехла — характерны для внешних зон складчатых сооружений (Урал, Аппалачи, Скалистые горы Северной Америки и др.).
Другой тип включает породы не только осадочного, но и гранито-гнейсового слоя континентальной коры. Подобные тектонические покровы — основные покровы — известны в скандинавских, шотландских и гренландских каледонидах, в Альпах, Гималаях и др. Третий тип — офиолитовые покровы, образованные корой и верхними слоями мантии океанического типа; они распространены на Урале, Малом Кавказе, в Южном Тянь-Шане, в Саянах.